# Мийович, Лазар
Ла́зар Ми́йович (черног. Lazar Mijović; родился 12 марта 2003 года, Подгорица) — черногорский футболист, нападающий клуба «Будучност».

## Клубная карьера
Мийович — воспитанник клуба «Будучност». 12 июня 2020 года в матче против даниловградской «Искры» он дебютировал в чемпионате Черногории. 11 апреля 2021 года в поединке против «Сутьески» Лазар забил свой первый гол за «Будучност». В составе клуба Мийович трижды выиграл чемпионат и дважды завоевал Кубок Черногории.
2 сентября 2022 года Мийович перешёл в бельгийский «Ломмел». 9 сентября в матче против «Беерсхота» он дебютировал Челлендж Про Лиге. 

## Достижения
Клубные
 «Будучност»
- Победитель чемпионата Черногории (3) — 2019/20, 2020/21, 2022/23
- Обладатель Кубка Черногории (2) — 2020/21, 2021/22